# Solfara Bubonia
La solfara Bubonia o miniera Bubonia  è stata una miniera di zolfo sita in provincia di Caltanissetta nei pressi del comune di Mazzarino.
Aperta tra il 1860 e il 1870 è oggi inattiva.

## Mineralogia
Nell'ambito dei collezionisti di minerali la miniera è famosa per i suoi campioni dati dall'associazione di cristalli di calcite e color giallo miele di Celestina, oltre naturalmente a cristalli di Gesso   e di Zolfo 